# Enrico Nizzi
Enrico Nizzi (Cavalese, 1º agosto 1990) è un ex fondista italiano.

## Biografia
Nato a Cavalese, in provincia di Trento, nel 1990, ma originario di Moena, partecipa alle sue prime gare internazionali a 17 anni.
Nel 2009 e 2010 prende parte ai Mondiali juniores, nel primo caso arrivando 4º nella staffetta 4x5 km, nel secondo chiudendo 6º nello sprint e 7º nella staffetta 4x5 km.
Debutta in Coppa del Mondo il 14 gennaio 2012, a Milano.
A 23 anni partecipa ai Giochi olimpici di Soči 2014, nella gara dello sprint, chiudendo le qualificazioni al 44º posto, in 3'40"89, non riuscendo a qualificarsi per i quarti di finale.
Nel 2012 e 2017 ha vinto la 30 km tecnica libera alla Gran fondo Val Casies.

## Palmarès

### Coppa del Mondo
- Miglior piazzamento in classifica generale: 122º nel 2019